# Colorare uniformă
| 111 | 112 | 123 |
| --- | --- | --- |
| Pavarea hexagonală are 3 colorări uniforme                                                                |     |     |
| |     |     |
| Pavarea pătrată are 9 colorări uniforme: 1111, 1112(a), 1112(b), 1122, 1123(a), 1123(b), 1212, 1213, 1234 |     |     |

În geometrie o colorare uniformă este o proprietate a unei figuri uniforme (pavare uniformă sau poliedru uniform) care este colorată pentru a fi tranzitivă pe vârfuri. Pe aceeași figură geometrică pot fi prezentate diferite simetrii colorând fețele cu diferite modele de culori uniforme.
O colorare uniformă poate fi specificată prin enumerarea cu indici a diferitelor culori, în jurul unei figuri a vârfului.

## Figurin-uniforme
În plus, o colorare n-uniformă este o proprietate a unei figuri uniforme care are n tipuri de figuri ale vârfului, care sunt tranzitive pe vârfuri împreună.

## Colorare arhimedică
Un termen înrudit este colorarea arhimedică, care reprezintă o colorare a unei figuri a vârfului repetată într-un aranjament periodic. Un termen mai general este k-colorări arhimedice, care folosește k figuri ale vârfului colorate distinct.
De exemplu, colorarea arhimedică din imaginea din stânga a unei pavări triunghiulare este făcută cu două culori, dar imaginea din dreapta necesită 4 culori unice pentru diferitele poziții din simetrie, devenind o colorare 2-uniformă:
| Colorare 1-arhimedică 111112 | Colorare 2-uniformă 112344 și 121434 |